# Nobiellus pseudoinclusus
Nobiellus pseudoinclusus är en skalbaggsart som beskrevs av Vladimir Balthasar 1963. Nobiellus pseudoinclusus ingår i släktet Nobiellus och familjen Aphodiidae. Inga underarter finns listade i Catalogue of Life.